# Rhadinosa
Rhadinosa is een geslacht van kevers uit de familie bladkevers (Chrysomelidae).
De wetenschappelijke naam van het geslacht werd in 1905 gepubliceerd door Julius Weise.

## Soorten
- Rhadinosa abnormis (Gressitt & Kimoto, 1963)
- Rhadinosa fleutiauxi (Baly, 1889)
- Rhadinosa girija Maulik, 1915
- Rhadinosa horvathi (Gestro, 1907)
- Rhadinosa impressa Pic, 1926
- Rhadinosa laghua (Maulik, 1915)
- Rhadinosa lebongensis (Maulik, 1919)
- Rhadinosa machetes (Gestro, 1898)
- Rhadinosa nigrocyanea (Motschulsky, 1861)
- Rhadinosa parvula (Motschulsky, 1861)
- Rhadinosa reticulata (Baly, 1888)
- Rhadinosa tayana (Gressitt, 1939)
- Rhadinosa yunnanica (Chen & Sun, 1962)